# Elena Lacková
Elena Lacková (née Doktorová) (* 22 mars 1921 Veľký Šariš – † 1er janvier 2003 Košice) est une Roms originaire de Slovaquie écrivaine, dramaturge et auteure de livre pour la jeunesse. 

## Biographie
Elle a acquis une formation de base à Veľký Šariš. Entre 1963 et 1969, elle entreprend des études à la Faculté des Arts de l'Université Charles à Prague et devient  à l'âge de 42 ans la première femme Roms de Slovaquie à terminer ses études universitaires. Dans les années 1949-1951, elle travaille comme éducatrice auprès de population Roms à Prešov et à partir de 1961, au centre culturel d'Ústí nad Labem actuellement en République tchèque. Dans la période de 1969 à 1973, elle travaille pour l'"Union des Tsiganes - Roms" à Prague. Elle retourne en Slovaquie en 1976 dans le centre culturel de Lemešany et ce jusqu'en 1980, année où elle prend sa retraite.